# Harpye bicuspide
Furcula bicuspis
Espèce
La Harpye bicuspide, Furcula bicuspis, est une espèce de lépidoptères appartenant à la famille des Notodontidae.
- Répartition : Europe.
- Envergure du mâle : 15 à 18 mm (femelle plus grande).
- Période de vol : d’avril à août en fonction de l’altitude, une ou deux générations.
- Habitat : bois et forêts.
- Plantes-hôtes : Fagus, Betula, Alnus, Populus.

## Source
- P.C. Rougeot, P. Viette, Guide des papillons nocturnes d'Europe et d'Afrique du Nord, Delachaux et Niestlé, Lausanne 1978.